# حسن عامر
حسن نور الدين عامر هو شقيق المشير عبد الحكيم عامر وأبنه هو طارق عامر محافظ البنك المركزي المصري السابق، وقد عمل حسن عامر في الهيئة المصرية العامة للبترول ورئيس لنادي الزمالك.

## حياته
أبوه كان مزارعا يمتلك 150 فدانا، كان لديه خمسة أشقاء، أكبرهم هو عبد الحكيم عامر، وقد نشأ مع الأسرة في إحدى قرى صعيد مصر، وهى «أسطال» التي تتبع مركز سمالوط بمحافظة المنيا، لكن فترة الإقامة في أسطال لم تمتد طويلا، وحدث انتقال إلى المنيا لتستقر بها الأسرة فترة طويلة لانتظام كل أشقاءه في الدراسة في مدارس المدينة، بعدها رحل مع الأسرة مرة أخرى إلي القاهرة بعد دخوله كلية العلوم جامعة القاهرة، تخرج المهندس حسن عامر من كلية العلوم، وبدأ حياته العملية بالالتحاق بمصلحة الكيمياء، ثم انتقل إلى مصانع حربية التي كانت في مرحلة التأسيس، وسافر إلى بعثة في ألمانيا لمدة عام استعدادا للعودة للعمل في مصنع الحديد والصلب لتوفيراحتياجات القوات المسلحة المصرية، ومع عودته كانت هناك بعثة جديدة في إنجلترا وكانت هذه المرة لدراسة صناعة المعادن، وبمجرد عودة البعثة أصبح مهندسا في شركة الحديد والصلب وتدرج في الوظائف المختلفة حتى أصبح رئيسا لمؤسسة البناء والحراريات ثم رئيسا لمؤسسة البترول في مصر.

## في الرياضة
نشأ المهندس حسن عامر في أسرة شديدة الارتباط بالفريق محمد حيدر باشا الذي عمل علي عملية نقل نادي الزمالك من مقره بدار القضاء العالي إلى منطقة مسرح البالون، ويرتبط المهندس حسن عامر والمشير عبد الحكيم عامر بعلاقة قرابة معه، فقد كان حيدر باشا ابن خال والدة المهندس حسن عامر.
تولى المهندس حسن عامر رئاسة نادي الزمالك مرتين الأولى من عام 1962 إلى عام 1967، والثانية من عام 1984 إلى عام 1988، وقد ظلت مسألة رئاسة المهندس حسن عامر لنادي الزمالك بما يمثله النادى من وزن كبير في ساحة كرة القدم في مصر والرياضة المصرية.